# آگوستا ای.۱۰۵
آگوستا ای. ۱۰۵(به انگلیسی: Agusta A.105) یک روتورکرافت ایتالیایی بود که توسط آگوستا طراحی شد. این طرح هرگز فراتر از مرحله نمونه اولیه توسعه داده نشد.

## انواع
A.105
نمونه اولیه دو سرنشینه
A.105B
نوع چهار نفره

## کاربران
ایتالیا
- نیروی هوایی ایتالیا

## مشخصات فنی (ای. ۱۰۵)
داده‌ها از Jane's All The World's Aircraft 1965-66
ویژگی‌های عمومی
- خدمه: ۲
- طول: ۶٫۷۲ متر (۲۲ فوت ۱ اینچ) (طول بدنه)
- ارتفاع: ۲٫۴۲ متر (۷ فوت ۱۱ اینچ)
- وزن خالی: ۵۵۰ کیلوگرم (۱٬۲۱۳ پوند)
- وزن ناخالص: ۱٬۱۵۰ کیلوگرم (۲٬۵۳۵ پوند)
- بیشترین وزن برخاست: ۱٬۷۰۰ کیلوگرم (۳٬۷۴۸ پوند)
- پیشرانه: ۱ عدد موتور توربوشفت Turbomeca-Agusta TA-230, ۲۰۵ کیلووات (۲۷۵ اسب بخار کوتاه)
- قطر روتور اصلی:  ۸٫۴۰ متر (۲۷ فوت ۷ اینچ)
- مساحت روتور اصلی: ۵۵٫۴ متر مربع (۵۹۶ فوت مربع)

عملکرد
- حداکثر سرعت: ۱۸۵ کیلومتر بر ساعت (۱۱۵ مایل بر ساعت، ۱۰۰ گره)
- سرعت کروز: ۱۷۵ کیلومتر بر ساعت (۱۰۹ مایل بر ساعت، ۹۴ گره)
- بُرد: ۳۱۰ کیلومتر (۱۹۰ مایل، ۱۷۰ مایل دریایی)
- مداومت پروازی: ۱ ساعت ۴۵ دقیقه
- حداکثر ارتفاع: ۲٬۸۰۰ متر (۹٬۲۰۰ فوت)